# تویمی آلاتالو
تویمی آلاتالو (انگلیسی: Toimi Alatalo; ۴ آوریل ۱۹۲۹ – ۴ مهٔ ۲۰۱۴) اسکی‌باز صحرانوردی اهل فنلاند بود.